# Prestranek
Prestranek este o localitate din comuna Postojna, Slovenia, cu o populație de 724 de locuitori.